# Verre de mer

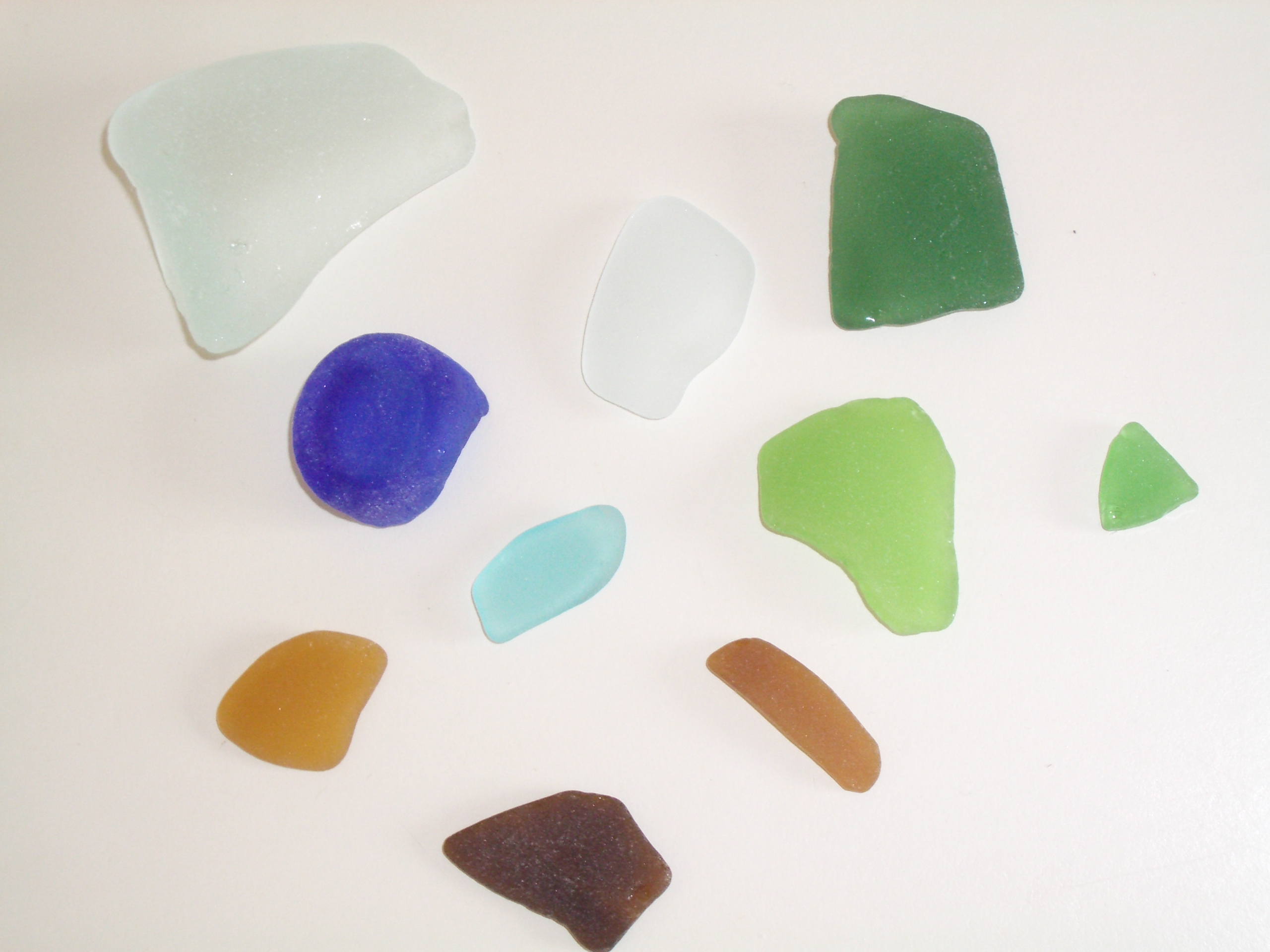
Verre de mer

Les verres de mer sont des fragments de récipients en verre, de couleurs, tailles et formes diverses, trouvés sur les plages après avoir été polis par le brassage avec le sable et les chocs avec les galets et rochers voisins. Ils peuvent être considérés comme des matériaux décoratifs
Exemples de Glass Beach (« plage de verre ») :
- Glass Beach (Fort Bragg, Californie)
- Glass Beach (Benicia, Californie) (en)
- Glass Beach (Hawaii) (en)

On en trouve également à Saint George’s, Bermudes, Playa Media Luna à Isla Mujeres au Mexique, à River Mouth à Rincón, Porto Rico.

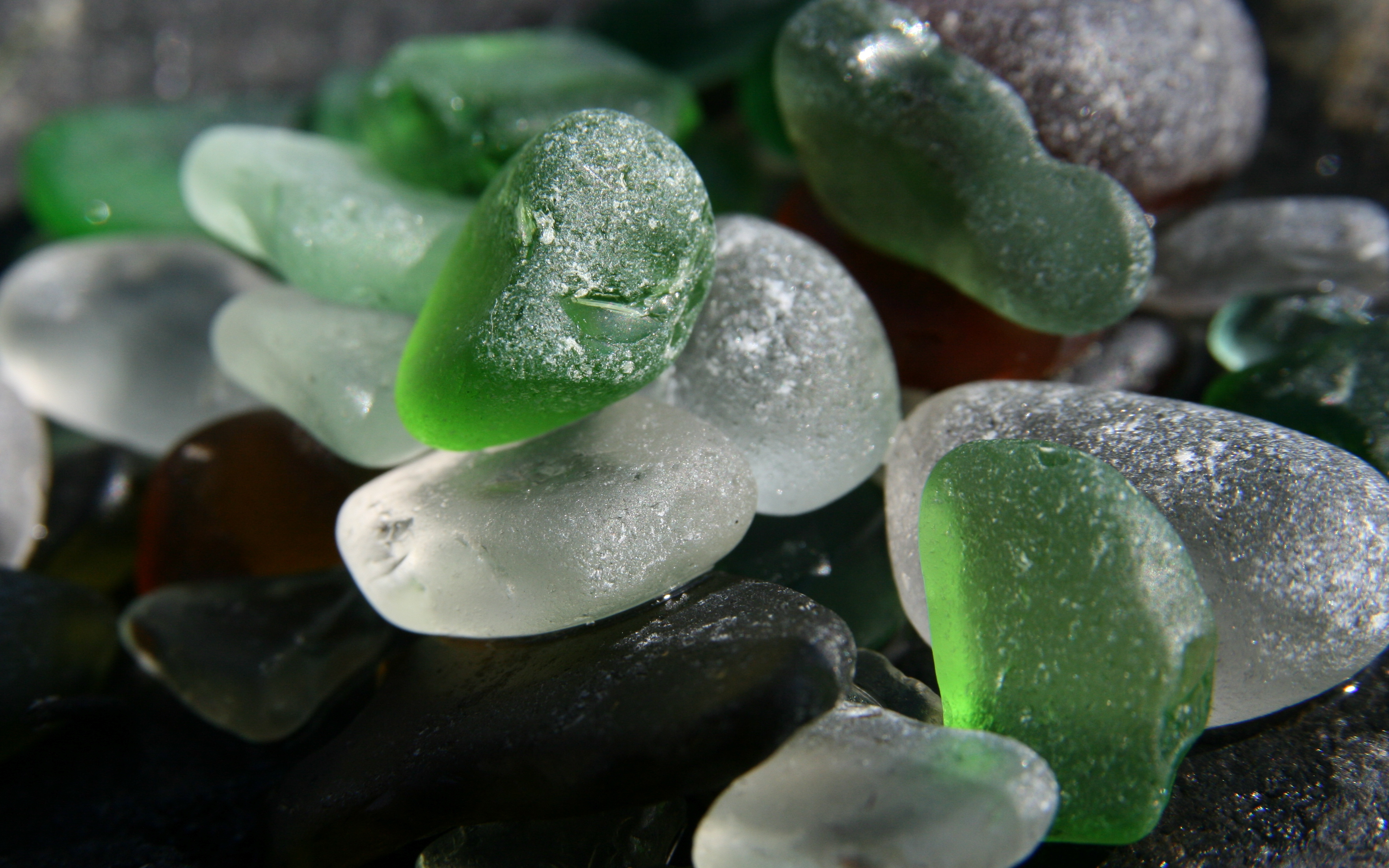
Gros plan sur du verre de mer
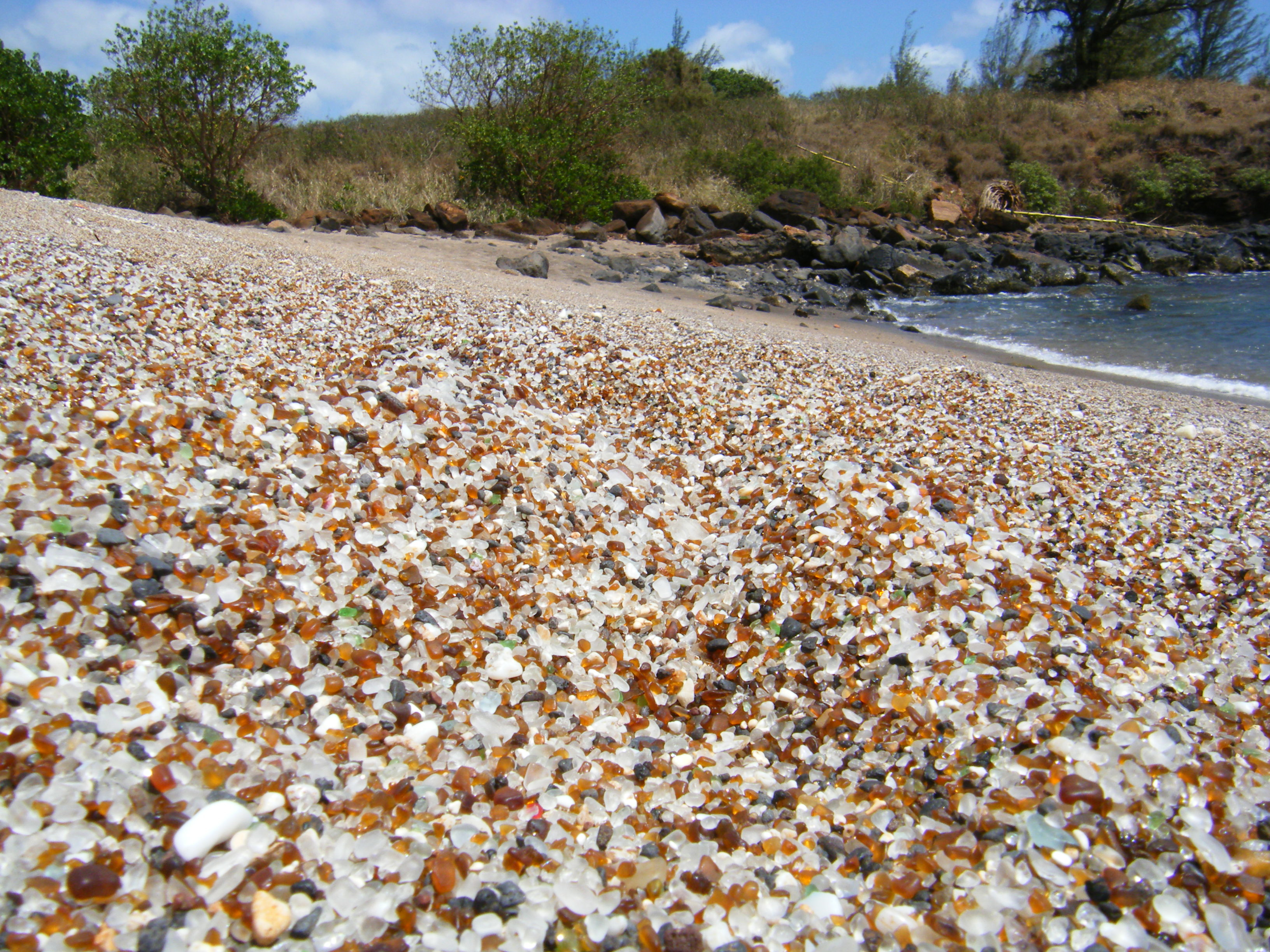
Plage de Hanapepe à Hawaï
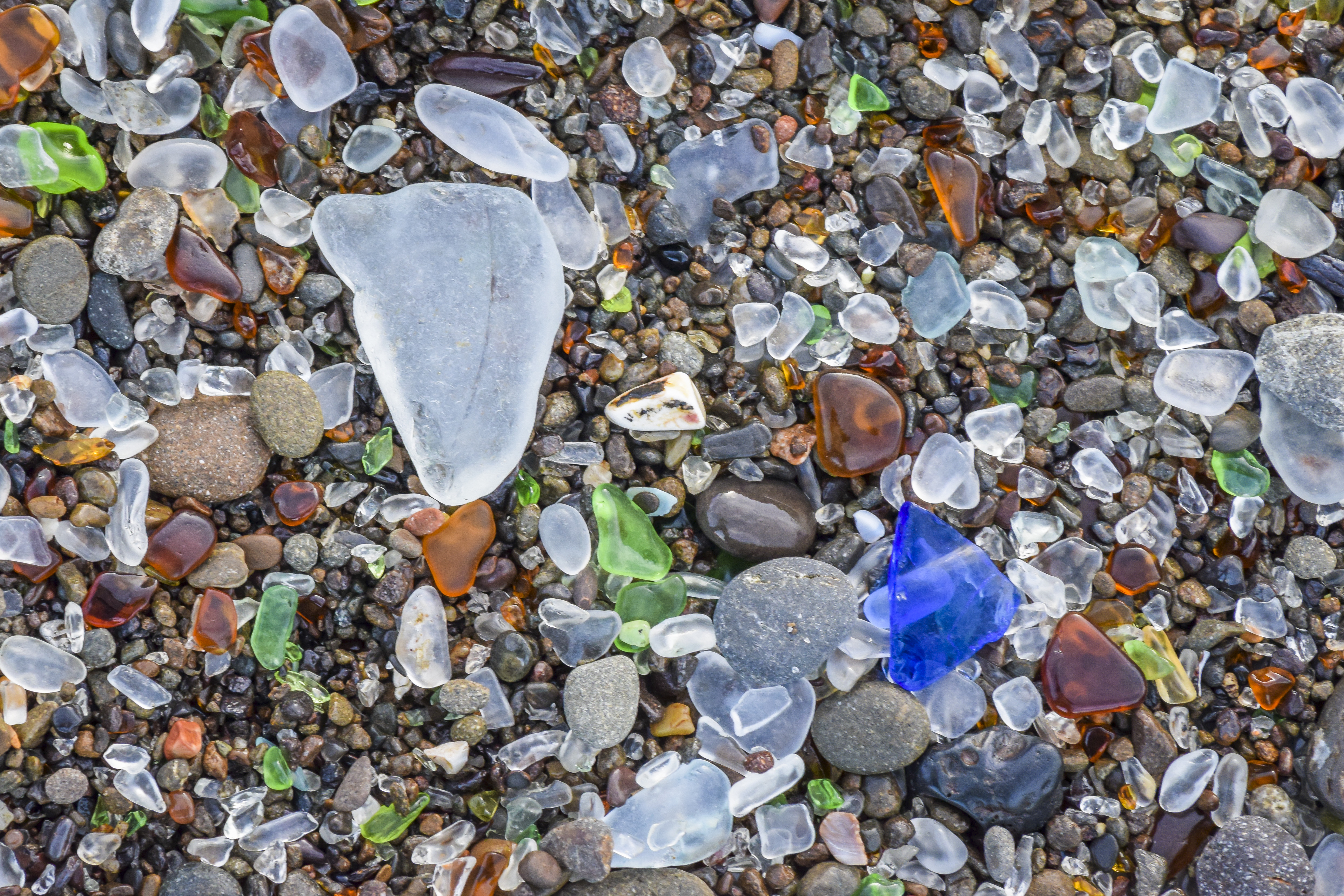
Verre de mer à Fort Bragg (Californie)